# Böheimkirchen
Böheimkirchen è un comune austriaco di 5 045 abitanti nel distretto di Sankt Pölten-Land, in Bassa Austria; ha lo status di comune mercato (Marktgemeinde). Nel 1971 ha inglobato il comune soppresso di Jeutendorf.